# Zračna luka Al Ain
Zračna luka Al Ain (IATA: AAN, ICAO: OMAL) (arapski: مطار العين الدولي; Matar al-Ayn ad-Dowaly), zračna luka u Al Ainu, Ujedinjeni Arapski Emirati. Zračna luka je otvorena 31. ožujka 1994. godine, i druga je međunarodna zračna luka u emiratu Abu Dhabi. Smještena je 13 km sjeverozapadno od gradskog središta.
Uzletno-sletna staza dugačka je 4000m, platforma ima mjesta za 5 putničkih i 2 cargo zrakoplova.